# Luciano Dalla Bona
Luciano Dalla Bona (* 8. November 1943 in Pressana) ist ein ehemaliger italienischer Radrennfahrer und Weltmeister im Radsport.

## Sportliche Laufbahn
Dalla Bona gewann zweimal bei den UCI-Straßen-Weltmeisterschaften im Mannschaftszeitfahren die Goldmedaille. Dazu kam noch 1966 die Bronzemedaille bei der Weltmeisterschaft auf dem Nürburgring in Deutschland, ebenfalls im Mannschaftszeitfahren. Bei den Olympischen Sommerspielen 1964 in Tokio gewann er mit der italienischen Vierermannschaft Silber im Mannschaftszeitfahren. Im Herbst des Jahres gewann er eine Etappe der Tour de l’Avenir. Die nationale Meisterschaft im Mannschaftszeitfahren gewann er 1965. 1966 startete er für Italien bei der Internationalen Friedensfahrt, die er als 42. beendete.
1967 wurde er Berufsfahrer beim Team Salvarani, in dem er bis zum Ende seiner Karriere 1970 fuhr. Sein erster Sieg als Profi war 1967 der im Gran Premio Città di Camaiore. 1967 (65.) und 1970 (88.) fuhr er die Tour de France. Im Giro d’Italia war Platz 55 1969 seine beste Platzierung, wobei er 1968 eine Etappe gewinnen konnte. In seiner Bilanz als Berufsfahrer konnte er drei Siege verzeichnen. Das Rennen Giro delle Marche konnte er 1968 gewinnen.